# Bordesholmer Sparkasse
Die Bordesholmer Sparkasse AG ist eine von bundesweit fünf in Deutschland existierenden sogenannten freien öffentlichen Sparkassen. 

## Organisationsstruktur
Die Bordesholmer Sparkasse AG ist seit dem 1. Januar 2006 eine Aktiengesellschaft. Rechtsgrundlagen für die Sparkasse sind das Sparkassengesetz für Schleswig-Holstein und die durch das oberste Organ der Sparkasse, die Hauptversammlung, erlassene Satzung. Organe der Sparkasse sind der Vorstand und der Aufsichtsrat.

## Geschäftsausrichtung
Die Bordesholmer Sparkasse AG betreibt als Sparkasse das Universalbankgeschäft. Im Verbundgeschäft arbeitet sie mit der LBS Bausparkasse NordOst AG, der Provinzial NordWest, der Hamburger Sparkasse sowie der HSH Nordbank und LGS Leasinggesellschaft der Sparkasse GmbH, einer Tochter der Deutsche Leasing AG zusammen.

## Geschäftszahlen
Die Bordesholmer Sparkasse wies im Geschäftsjahr 2023 eine Bilanzsumme von 948,56 Mio. Euro aus und verfügte über Kundeneinlagen von 667,96 Mio. Euro. Gemäß der Sparkassenrangliste 2023 liegt sie nach Bilanzsumme auf Rang 321. Sie unterhält 8 Filialen/Selbstbedienungsstandorte und beschäftigt 127 Mitarbeiter.

## Geschichte
Die Bordesholmer Sparkasse wurde am 28. Mai 1845 unter dem Namen „Spar- und Leihkasse der Ämter Bordesholm, Kiel und Cronshagen“ gegründet. Es folgten ereignisreiche Jahre, die insbesondere im Kontext der sozialen und politischen Entwicklungen im schleswig-holsteinischen Gesamtstaat unter dänischer Vorherrschaft standen. Nachdem die Herzogtümer Schleswig und Holstein nach dem Deutsch-Dänischen Krieg unter preußische Krone gekommen waren, folgten schwierige Zeiten für die freien-öffentlichen Sparkassen. Diese waren insbesondere darin begründet, dass das preußische Staatswesen in fundamental unterschiedlicher Ausrichtung zum dänischen Selbstverständnis in Bezug auf das Sparkassenwesen stand. Während die überwiegende Zahl der schleswig-holsteinischen Sparkassen noch in privatwirtschaftlicher Rechtsform tätig waren, kehrte sich dieses Verhältnis unter preußischer Herrschaft um. Die privaten Sparkassen, darunter auch die Bordesholmer Sparkasse, waren in diesen Jahren starkem Druck der Politik des neuen Staatssystems ausgesetzt. Die Weichen für die weiter in der privaten Rechtsform firmierenden Bordesholmer Sparkasse wurde erst am 30. Januar 1930 gestellt. Mit der Akzeptanz einer vom preußischen Innenministerium aufgestellten Mustersatzung ging die Verleihung der Rechte einer juristischen Person (wirtschaftlicher Verein) an die Bordesholmer Spar- und Leihkasse einher. Im weiteren Verlauf entwickelte sich die Bordesholmer Sparkasse sehr gut. Ein weiterer Meilenstein war die im Jahr 1990 vollzogene Fusion mit der Sparkasse St. Margarethen-Wacken und der Wechsel der Rechtsform in eine Aktiengesellschaft im Jahr 2006.

## Filialstruktur
Die Filialen der Bordesholmer Sparkasse sind quer über das Bundesland Schleswig-Holstein verteilt. Dies ist unter anderem die Folge von einem getrennten Geschäftsgebiet, welches durch die Übernahme der ehemaligen Sparkasse Sankt Margarethen-Wacken zustande gekommen ist. Dieses Phänomen taucht überwiegend bei den freien-öffentlichen Sparkassen auf, bei denen aufgrund der Rechtsform ein Verschmelzen mit regional benachbarten öffentlichen-rechtlichen Instituten ungleich schwieriger ist.